# Крушово (област Пловдив)
Вижте пояснителната страница за други значения на Крушово.
Крушово е село в Южна България, област Пловдив, община Лъки.

## География
Село Крушово се намира в планината Родопи в землището на с. Манастир, надморската му височина е над 1000 метра.
Населението му е от само 2 души според преброяването от 01.02.2011 г. и текуща демографска статистика за населението към 31.12.2014 г.